# LightSail
LightSail és un projecte per demostrar la navegació solar controlada mitjançant satèl·lits artificials CubeSat desenvolupats per The Planetary Society, una organització global sense ànim de lucre dedicada a l'exploració espacial. El nucli de la nau espacial fa 10 × 10 × 30 cm, i la seva vela solar en forma de cometa es desplega en una superfície total de 32 metres quadrats.
El 20 de maig de 2015, una nau espacial de demostració, LightSail 1 (anteriorment anomenada LightSail-A), es va llançar i va desplegar la seva vela solar el 7 de juny de 2015. LightSail 2 actualment està programat per ser llançat com a càrrega útil secundària en l'Space Test Program (STP-2) en un coet Falcon Heavy el 22 de juny de 2019.

## Història

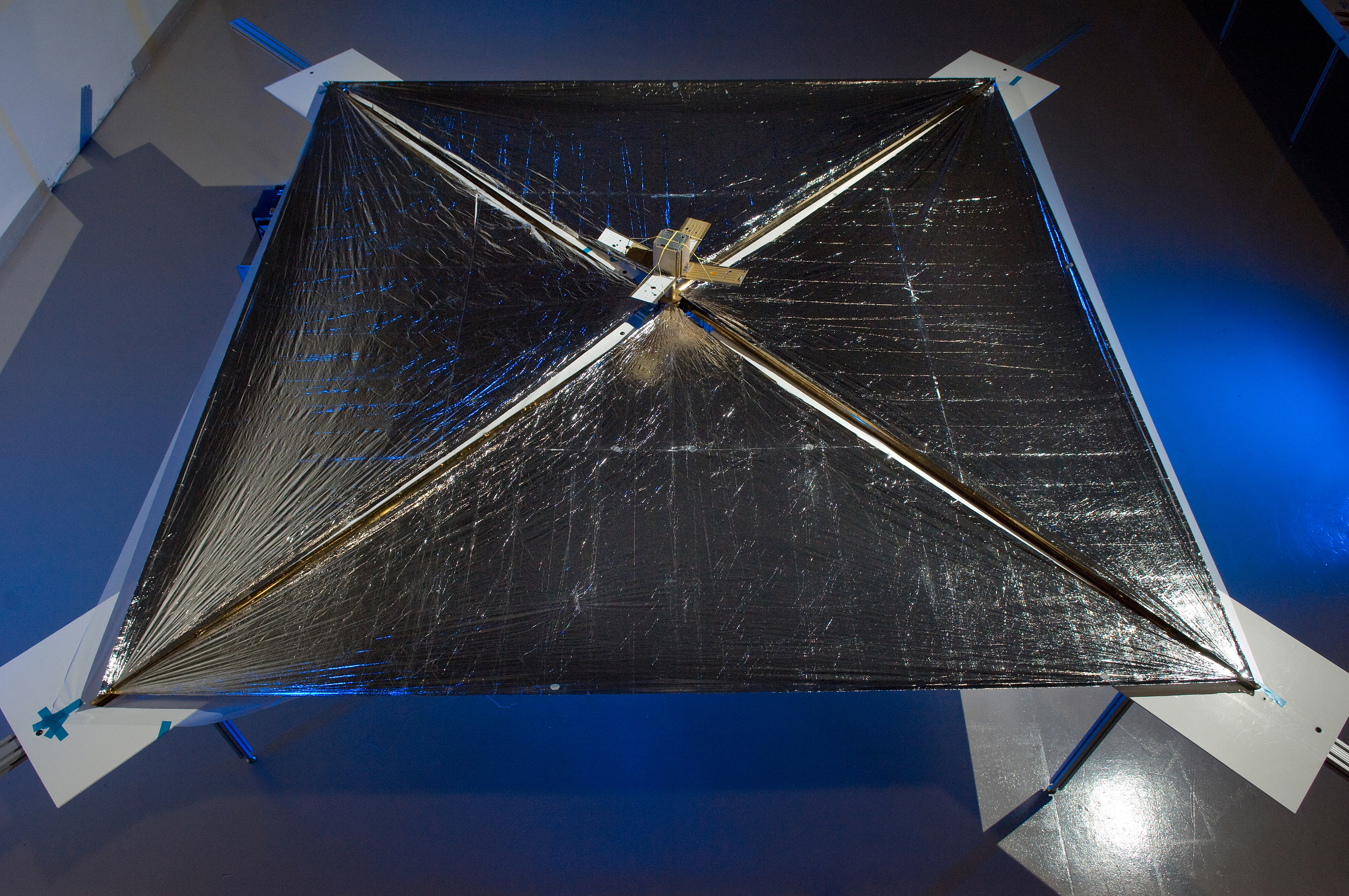
NanoSail-D de la NASA amb la vela desplegada.

El 2005, The Planetary Society va intentar enviar a l'espai una vela solar més gran anomenada Cosmos 1, però el vehicle de llançament rus Volna no va aconseguir arribar a l'òrbita. El 2009, la Societat va començar a treballar en una vela solar basada en CubeSat basada en el projecte NanoSail-D de la NASA, que es va perdre a l'agost de 2008 a causa del fracàs del seu vehicle de llançament Falcon 1. (Una segona unitat, NanoSail-D2, es va implementar amb èxit a principis de 2011.)
El 2011, el projecte LightSail havia passat la revisió crítica del disseny, que va ser realitzada per un equip que incloïa els veterans del projecte JPL Bud Schurmeier, Glenn Cunningham i Viktor Kerzhanovich, així com Dave Bearden d'Aerospace Corporation. El cost estimat original del projecte LightSail era de 1,8 milions de dòlars EUA, que es va obtenir a partir de quotes de membres i de fonts privades. La nau espacial prototip LightSail 1 (o LightSail-A) es va construir a San Luis Obispo per Stellar Exploration Incorporated, i la integració final i les proves prèvies al llançament van tenir lloc a Ecliptic Enterprises Corporation a Pasadena, Califòrnia.
El març de 2016, The Planetary Society va anunciar que van decidir utilitzar la convenció per nomenar la nau espacial amb el nom del programa seguit per un nombre seqüencial; el vol de prova o LightSail-A, que es va convertir en LightSail 1, i la nau espacial més gran ara es diu LightSail 2.

## Disseny
Com a vela solar, la propulsió de LightSail 2 depèn només de la radiació solar. Els fotons solars exerceixen una pressió de radiació sobre la vela i produeixen un petit grau d'acceleració. Per tant, la vela solar serà propulsada per la pressió de la llum solar, i no per les partícules carregades del vent solar. The Planetary Society espera que l'òrbita de LightSail 2 augmenti fins a un quilòmetre al dia.

### Estructura
El disseny modular de LightSail 2 es basa en un CubeSatmodular de tres unitats, un petit format per satèl·lit creat per a projectes espacials de nivell universitari. Un mòdul de mida CubeSat porta les càmeres, sensors i sistemes de control, i les altres dues unitats contindran i desplegaran les veles solars.
La nau espacial conté quatre veles triangulars, que es combinen per formar una superfície rectangular. Les veles estan fetes de [[Mylar]], una pel·lícula de polièster reflectant.
| El LightSail 1 amb les veles solars desplegades (8 juny 2015)                                            |                                                                         |
| |                                                                         |
| Tipus de missió                                                                                          | nau espacial de demostració tecnològica, CubeSat i entitat desapareguda |
| Operador                                                                                                 | The Planetary Society                                                   |
| NSSDCA ID                                                                                                | 2015-025L                                                               |
| Núm. SATCAT                                                                                              | 40661                                                                   |
| |                                                                         |
| |                                                                         |
| Propietats de la nau                                                                                     |                                                                         |
| Fabricant                                                                                                | The Planetary Society                                                   |
| Massa | 5 kg                                                                    |
| Dimensions                                                                                               | 30 () × 10 () × 10 () cm ·                                              |
| |                                                                         |
| |                                                                         |
| Inici de la missió                                                                                       |                                                                         |
| Llançament espacial Data 20 maig 2015 Lloc Complex de llançament 41 , la Força Espacial de Cap Canaveral |                                                                         |
| Vehicle de llançament                                                                                    | Atlas V 501 (en)                                                        |
| Contractista                                                                                             | United Launch Alliance                                                  |
| |                                                                         |
| |                                                                         |
| Fi de la missió                                                                                          |                                                                         |
| Reentrada                                                                                                | 14 juny 2015                                                            |
| |                                                                         |
| LightSail LightSail-2 →                                                                                  |                                                                         |
| |                                                                         |
| Llançament espacial                                                                                      |                                                                         |
| Data | 20 maig 2015                                                            |
| Lloc | Complex de llançament 41, la Força Espacial de Cap Canaveral            |

| Llançament espacial | Llançament espacial                                          |
| ------------------- | ------------------------------------------------------------ |
| Data                | 20 maig 2015                                                 |
| Lloc                | Complex de llançament 41, la Força Espacial de Cap Canaveral |

| El LightSail 2 amb les veles solars desplegades (23 juliol 2019)                                   |                                                                                              |
| |                                                                                              |
| Tipus de missió                                                                                    | nau espacial de demostració tecnològica i CubeSat                                            |
| Operador                                                                                           | The Planetary Society                                                                        |
| NSSDCA ID                                                                                          | 2019036AC                                                                                    |
| Núm. SATCAT                                                                                        | 44420                                                                                        |
| |                                                                                              |
| |                                                                                              |
| Propietats de la nau                                                                               |                                                                                              |
| Fabricant                                                                                          | Stellar Exploration, Inc. (en)                                                               |
| Massa                                                                                              | 5 kg                                                                                         |
| Dimensions                                                                                         | 48,7 () cm · vela solar: 5,6 () m × 5,6 () m · model de satèl·lit: 11,3 () cm × 11,3 () cm · |
| |                                                                                              |
| |                                                                                              |
| Inici de la missió                                                                                 |                                                                                              |
| Llançament espacial Data 25 juny 2019 Lloc plataforma de llançament 39A , complex de llançament 39 |                                                                                              |
| Vehicle de llançament                                                                              | Falcon Heavy                                                                                 |
| Contractista                                                                                       | SpaceX                                                                                       |
| |                                                                                              |
| LightSail i STP-2 (en) ← LightSail-1                                                               |                                                                                              |
| |                                                                                              |
| Llançament espacial                                                                                |                                                                                              |
| Data                                                                                               | 25 juny 2019                                                                                 |
| Lloc                                                                                               | plataforma de llançament 39A, complex de llançament 39                                       |

| Llançament espacial | Llançament espacial                                    |
| ------------------- | ------------------------------------------------------ |
| Data                | 25 juny 2019                                           |
| Lloc                | plataforma de llançament 39A, complex de llançament 39 |